# Christiana Ubach
Christiana Monteiro Peres, mais conhecida como Christiana Ubach (Rio de Janeiro, 14 de abril de 1987), é uma atriz brasileira.

## Biografia
Christiana é a caçula de cinco irmãos filhos do engenheiro Francisco Monteiro Peres Jr. e da consultora Hebe Maria Ubach Monteiro. Ainda criança foi morar em Itaipava, distrito do município de Petrópolis. Voltou a sua cidade natal aos 14 anos devido aos estudos, cursou faculdade de psicologia até o 8º período na Pontifícia Universidade Católica do Rio de Janeiro (PUC-Rio), porém trancou para fazer a Oficina de Atores da Globo e assim, dedicar-se integralmente à carreira artística. Ao voltar de uma temporada na Itália onde aproveitou para se aperfeiçoar nas artes, retorna a Puc-Rio e conclui seus estudos se tornando uma psicóloga.
Aos vinte e um anos, teve seu primeiro trabalho na televisão, na fase da juventude de Flora na novela A Favorita, da Rede Globo, fez uma participação no videoclipe "Beijo de Cinema" da banda nacional Madame Machado, além de alguns curtas entre eles Sândalo, conquistou o público no papel da protagonista da décima-sétima temporada de Malhação que ficou mais conhecida como Malhação ID, na pele de Cristiana Araújo a mocinha da história. Após o sucesso em Malhação, atuou na série Vendemos Cadeiras do roteirista Matheus Souza, exibida no canal pago Multishow. Resolvida em se dedicar ao cinema protagonizou um filme do escritor e roteirista Daniel Aragão intitulado Boa Sorte, Meu Amor, filme este que lhe rendeu o Prêmio de Melhor Atriz no Festival de Cinema Luso-Brasileiro em Portugal. Foi convidada por Ricardo Waddington para dar vida a grande vilã Paulinha, de Além do Horizonte. Com o final da trama, o seu olhar se volta novamente ao teatro onde a atriz já tinha protagonizado Dorotéia de Nelson Rodrigues, ao lado do ator Rainer Cadete, ela então entra na pele de Maria Leopoldina e protagoniza a primeira de cinco peças do projeto Porto de Memórias exibido nas ruas do Rio de Janeiro no período da Copa do Mundo de 2014, projeto este que foi elaborado e executado com maestria pela grande diretora Regina Miranda.
No final do ano de 2014, viaja para o Uruguai, onde gravou uma participação para uma nova produção do canal pago HBO “O Hipnotizador” prevista para estrear em agosto de 2015, retornando ao Brasil, se lança como diretora de teatro com a peça Cartas de Amor ao Próximo com texto e interpretação de Breno Motta, finaliza seu primeiro romance Zoológico de Fogo, que ainda será lançado e participa da série Felizes para Sempre? com a personagem Ludmila, melhor amiga da protagonista Danny Bond vivida por Paola Oliveira. Muda-se para a cidade de São Paulo onde, fica sócia da atriz Marisol Ribeiro e inicia sua nova caminhada, agora voltada para uma visão empresarial com relação a cultura no país. Em abril e junho de 2015, Christiana deu vida a personagem Marília de Dirceu, na peça Tiradentes: nem tudo que parece é e como Vanda de Omulu em João Abalá e a Pequena África, que fazem parte da segunda temporada do Projeto Porto de Memórias, encenada nas ruas do Rio de Janeiro. Participou de duas series do Canal HBO: O Hipnotizador e na 2ª Temporada de Psi, ambas no 2º semestre 2016. Sua 2ª protagonista na TV, foi em  A Garota da Moto, série do SBT como a Motogirl Joana. No ano de 2018 Chris pode ser vista em (Des) encontros série da Sony e Amigo de Aluguel no Canal Universal,  em 2019, na segunda temporada de Amigo de Aluguel no Canal Universal e na Segunda temporada de A garota da Moto nas novas aventuras da  Motogirl Joana.
No segundo semestre Chris será uma das protagonista da Serie Toda Forma de Amor com a personagem Clara, a série esta prevista para estrear em Agosto de 2019, porém já se encontra disponível, para compra no NOW e na VIVO PLAY.
Em 2024, retornou às telas do SBT e da plataforma de streaming  Prime Video  na novela A Infância de Romeu e Julieta, vivendo a personagem Laura, mãe de Alex e Ian.

## Filmografia

### Televisão
| Ano     | Título                        | Papel / Função                   | Nota                          |
| ------- | ----------------------------- | -------------------------------- | ----------------------------- |
| 2008    | A Favorita                    | Flora (jovem)                    | Episódio: "2 de junho"        |
| 2009    | Malhação ID                   | Cristiana Araújo (Cris)          | Temporada 17                  |
| 2010    | Vendemos Cadeiras             | Natália                          |                               |
| 2013    | Além do Horizonte             | Paula Vargas Monteiro (Paulinha) |                               |
| 2015    | Felizes para Sempre?          | Ludmila (Lud)                    | Episódio: "2"                 |
| 2015    | O Hipnotizador                | Lucia Livanko                    | Episódio: "A Fita Amarela"    |
| 2015    | Psi                           | Joana                            | Episódio: "O Custo do Desejo" |
| 2016–19 | A Garota da Moto              | Joana Souza (Jo)                 |                               |
| 2017    | Perrengue                     | Letícia                          |                               |
| 2018    | Amigo de Aluguel              | Angelina                         |                               |
| 2018    | (Des)encontros                | Elisa                            | Episódio: "Tom e Elisa"       |
| 2019    | Toda Forma de Amor            | Clara                            |                               |
| 2023    | Negociador                    | Sophia Menck                     |                               |
| 2024    | A Infância de Romeu e Julieta | Laura                            | Mãe de Alex e Ian             |

### Cinema
| Ano  | Título                                                          | Papel / Função           | Nota           |
| ---- | --------------------------------------------------------------- | ------------------------ | -------------- |
| 2007 | Sândalo                                                         | Coreógrafa               | Curta-metragem |
| 2008 | Farinha do Mesmo Saco                                           | Marina                   | Curta-metragem |
| 2009 | 7:30                                                            | Palhaça                  | Curta-metragem |
| 2009 | Platão e a Musa                                                 | Musa                     | Longa-metragem |
| 2012 | Boa Sorte, Meu Amor                                             | Maria                    | Longa-metragem |
| 2013 | Eu Não Faço a Menor Ideia do Que Eu Tô Fazendo Com a Minha Vida | Amiga de Clara           | Longa-metragem |
| 2013 | Faroeste Caboclo                                                | Figuração                | Longa-metragem |
| 2013 | O Lenço Manchado de Vermelho                                    | Isabela Cobin            | Longa-metragem |
| 2014 | Obra                                                            | Estudante de Arquitetura | Longa-metragem |
| 2017 | This is not a song of hope                                      | Cris                     | Curta-metragem |
| 2017 | Rio Mumbai                                                      | Chris                    | Longa-metragem |
| 2019 | Traço para Estranhos                                            | Representação da Mulher  | Curta-metragem |
| 2019 | O Galã                                                          | Adriana                  | Longa-metragem |
| 2019 | No Espaço de uma Noite                                          | Ana                      | Curta-metragem |
| 2019 | Irma                                                            | Lucinha                  | Curta-metragem |
| 2025 | Aos Pedaços                                                     | Ana                      | Longa-metragem |

## Teatro
| Ano  | Título                            | Papel / Função                    |
| ---- | --------------------------------- | --------------------------------- |
| 2012 | Através                           | Alice                             |
| 2013 | Dorotéia                          | Dorotéia                          |
| 2014 | O Triunfo de Leopoldina           | Maria Leopoldina De Áustria       |
| 2014 | A Alma Encantadora das Ruas       | Personagem Simbolizava o Carnaval |
| 2014 | Cartas de Amor ao Próximo         | Diretora da Peça                  |
| 2015 | Tiradentes, Nem Tudo que Parece É | Marília de Dirceu                 |
| 2016 | Amores Inconfidentes              | Marília de Dirceu                 |
| 2016 | Forrobodó                         |                                   |

### Literatura
| Ano  | Titulo            | Gênero  |
| ---- | ----------------- | ------- |
| 2017 | Zoológico de Fogo | Romance |

### Videoclipes
| Ano  | Canção             | Artista                                |
| ---- | ------------------ | -------------------------------------- |
| 2008 | "Beijo de Cinema"  | Madame Machadão                        |
| 2015 | "Curto um Circuito | João Rodrigo Ostrower e Felipe Schuery |

### Outros
| Ano  | Trabalho                                                    | Gênero               | Papel / Função          |
| ---- | ----------------------------------------------------------- | -------------------- | ----------------------- |
| 2014 | Com Ciência Negra - OESTUDIO                                | Desfile de Moda      | Modelo                  |
| 2015 | Bastidores Filmes - Kadffor - Summer 2015                   | Comercial            | Modelo                  |
| 2015 | Reticências Arbitrárias - Oficina de Metodologia de Criação | Curso de Metodologia | Idealizadora e Ministra |
| 2016 | Natura - Luna - Viva Sua Beleza Viva                        | Comercial            | Atriz Principal         |
| 2016 | Campanha Natura - Kaiak                                     | Comercial            | Locutora                |
| 2016 | Campanha Hyundai - HB20 Ocean                               | Comercial            | Locutora                |
| 2019 | Campanha H2O - Sabor ou Leveza                              | Comercial            | Locutora                |
| 2019 | Campanha O Boticário - Nativa Spa Baunilha Real             | Comercial            | Locutora                |
| 2019 | O ouvir e a auto-ficção em cena - Oficina Cultural          | Oficina Cultural     | Idealizadora e Ministra |
| 2021 | Oficina do Ouvir à Construção do Espelho - Oficina Cultural | Oficina Cultural     | Idealizadora e Ministra |

## Prêmios e indicações
| Ano  | Prêmio                             | Categoria                                    | Trabalho            | Resultado |
| ---- | ---------------------------------- | -------------------------------------------- | ------------------- | --------- |
| 2010 | Prêmio Contigo! de TV              | Melhor Atriz Revelação                       | Malhação ID         | Indicado  |
| 2010 | Meus Prêmios Nick                  | Atriz Favorita                               | Malhação ID         | Indicado  |
| 2010 | Meus Prêmios Nick                  | Casal do Ano (com Fiuk)                      | Malhação ID         | Indicado  |
| 2012 | Festival de Cinema Luso-Brasileiro | Melhor Atriz                                 | Boa Sorte, Meu Amor | Venceu    |
| 2018 | The Brazilian Critic 2018          | Melhor Atriz Coadjuvante em Série de Comédia | Amigo de Aluguel    | Indicado  |